# Ratpenat vermell
El ratpenat vermell (Myotis ruber) és una espècie de ratpenat de la família dels vespertiliònids. Viu a Bolívia, el Brasil, el Paraguai i l'Uruguai. No hi ha informació sobre el seu hàbitat i el seu estil de vida. Està amenaçat per la desforestació i la pèrdua d'hàbitat. Taxonòmicament, es creu que és un parent proper de M. riparius.